# Tulbaghia cereris
Tulbaghia cereris är en skalbaggsart som beskrevs av Louis Albert Péringuey 1904. Tulbaghia cereris ingår i släktet Tulbaghia och familjen Melolonthidae. Inga underarter finns listade i Catalogue of Life.